# Heliophorus sumatrensis
Heliophorus sumatrensis är en fjärilsart som beskrevs av Hans Fruhstorfer 1908. Heliophorus sumatrensis ingår i släktet Heliophorus och familjen juvelvingar. Inga underarter finns listade i Catalogue of Life.